# Citadelle de Saint-Tropez
Pour les articles homonymes, voir Tropez.
La citadelle de Saint-Tropez est une citadelle « pré-Vauban » du début du XVIIe siècle contenant le musée d'histoire maritime de Saint-Tropez. Le donjon de la citadelle est classé aux monuments historiques depuis le 12 décembre 1921 et l’enceinte est classée depuis le 4 juillet 1995 ; le glacis de la contrescarpe de la citadelle a été, quant à lui, inscrit le 23 août 1990.

## Historique
Les affrontements qui suivent la mort de la reine Jeanne, entre Louis Ier d'Anjou et Charles de Duras, les attaques des barbaresques ont ruiné la ville qui est alors vidée de sa population en 1388. Le roi René, comte de Provence, donne au sénéchal de Provence, Jean Cossa, la baronnie de Grimaud. Il fait appel au Génois Raphaël de Garezzio pour repeupler Saint-Tropez. Il arrive avec soixante familles de colons génois le 14 février 1470. Jean Cossa lui rétrocède ses droits sur Saint-Tropez. Il déclare que les habitants sont libres, francs et exempts de tout impôt. Raphaël de Garezzio s'engage à reconstruire la ville,  la fortifier et à défendre tout le rivage de Sainte-Maxime à Cavalaire. Le roi René ratifie cette convention le 18 janvier 1472 qui va s'appliquer jusqu'au 20 juillet 1672, date à laquelle Louis XIV rattache le pays aux terres adjacentes. Une première enceinte est construite autour du port dont il reste la tour Vieille. Les remparts ont résisté au connétable de Bourbon pendant l'invasion de la Provence, en 1524. En 1534, l'accroissement de la population oblige de construire une enceinte plus grande avec un tracé bastionné faite d'une simple levée de terre. Cette enceinte permet de résister à l'attaque de barbaresques qui venaient de dévaster Hyères et Toulon, en 1556. En 1564, Pierre de Renaud, seigneur de Saint-Tropez, frère de Jean de Renaud de Saint-Rémy, fait construire la tour à canons, ou tour du Portalet, par des maçons venus d'Antibes.
En 1583 une première fortification est construite sur les « collines boisées des moulins » qui dominent la ville et le golfe de Saint-Tropez, élément de défense des côtes françaises, contre les pirates, les corsaires et l'empire ottoman...

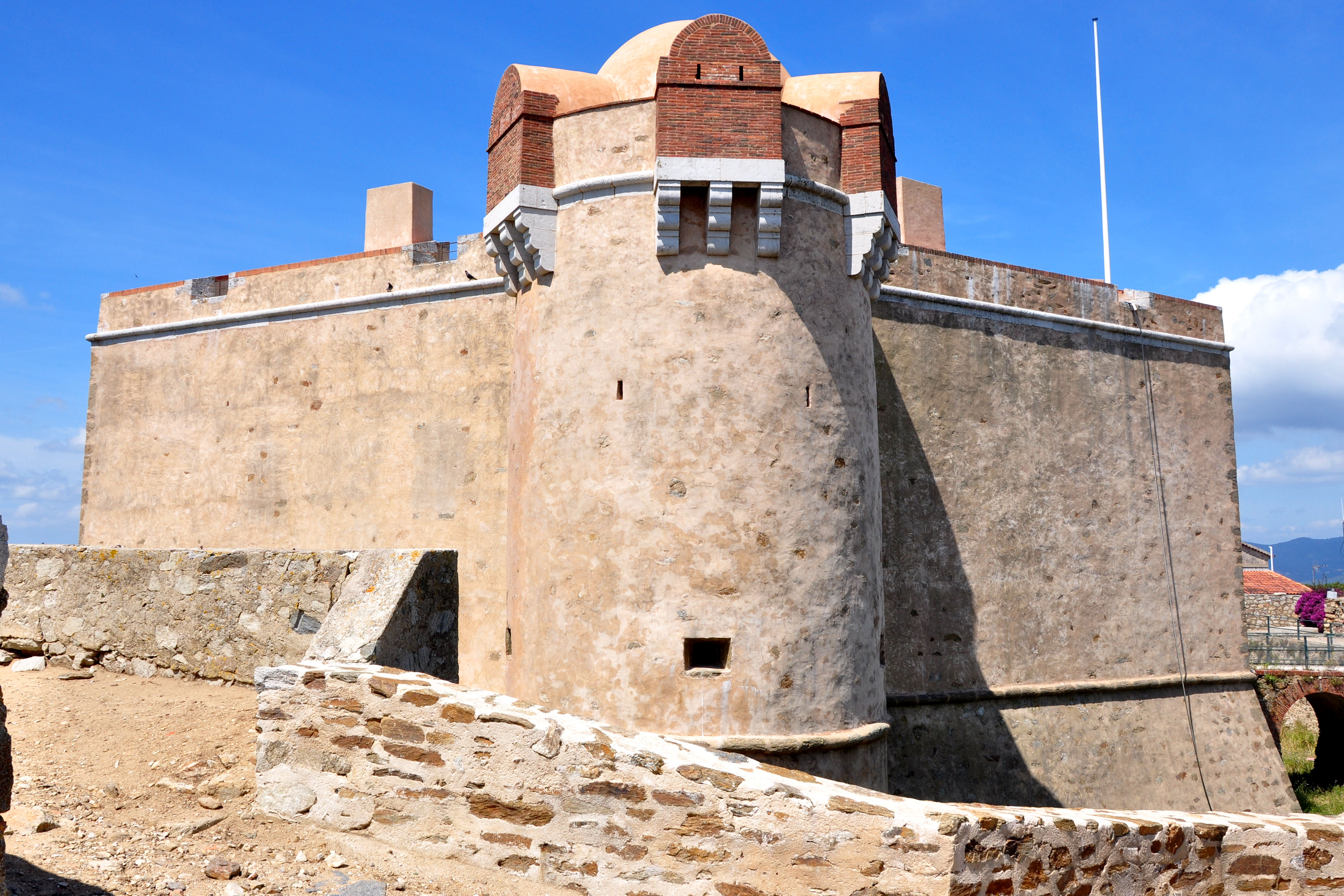
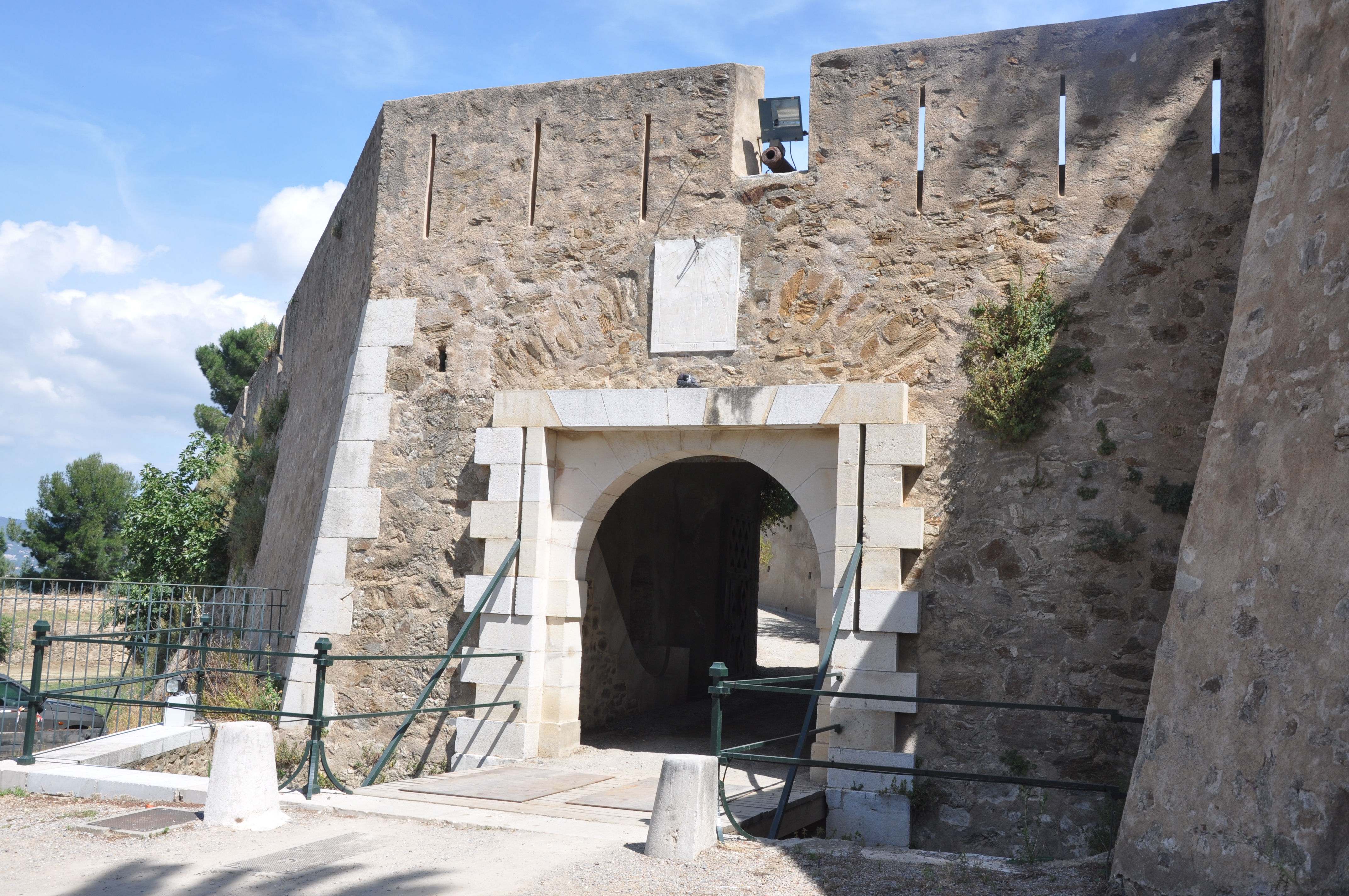
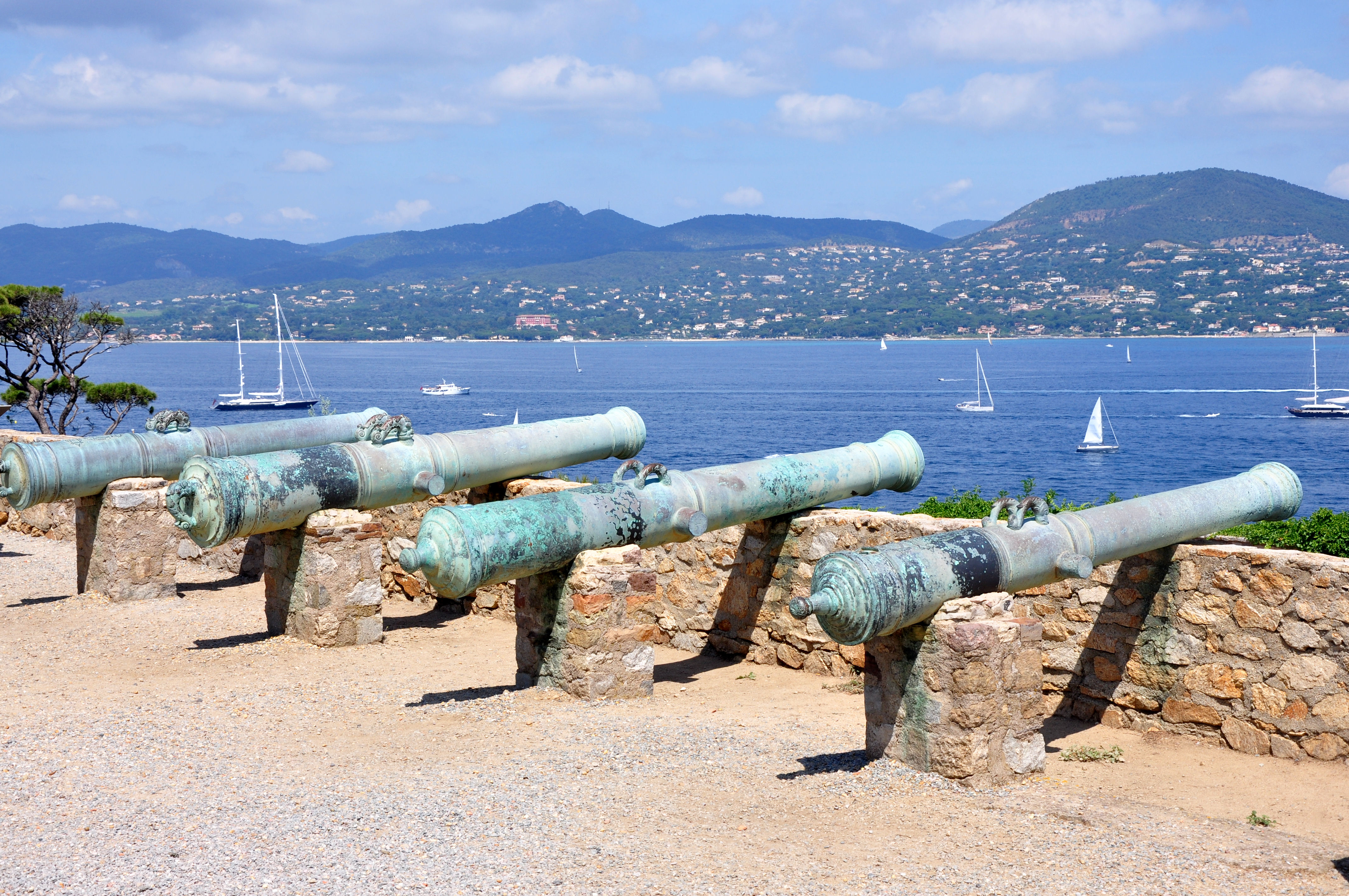

Pendant les guerres de religion, le duc d'Épernon, favori du roi Henri III obtient en 1586 la charge de gouverneur de Provence. Les lettres sont enregistrées par le parlement d'Aix en 1587. La journée des barricades, obligeant le roi à fuir de Paris, marque le succès de la Ligue et du duc de Guise. Le roi doit accepter de signer l'Édit d'union qui impose ans ses clauses annexes d'enlever toutes les charges que possède le duc d'Épernon. Son frère Bernard de Nogaret, duc de La Valette, obtient une partie de ses charges. Il devient amiral de France et il est nommé commandant des forces royales en Provence. Devant l'opposition du parlement de Provence dominé par le parti favorable à la Ligue, Henri III lui envoie les lettres de provision par lesquelles il le nomme gouverneur de Provence en l'absence de son frère.
Le duc de La Valette fait édifier une enceinte autour de Saint-Tropez contre l'avis des villageois pour protéger le site d'éventuels envahisseurs, et pour assurer l'autorité du nouveau roi Henri IV sur la ville. Le duc de Savoie, appelé par le comte de Carcès et le parlement de Provence, a attaqué la ville en 1592. Son frère, Jean Louis de Nogaret de La Valette, duc d'Épernon, reçoit de nouveau la charge de gouverneur de Provence après la mort du duc de Guise, au début de 1589. Henri III écrit au duc de La Valette pour lui expliquer son choix. La mort d'Henri III entraîne le parlement d'Aix à destituer le duc de La Valette et reconnaît le duc de Mayenne comme lieutenant général du royaume. Ce dernier réunit les États généraux favorables au roi pour reconnaître Henri de Navarre comme roi de France. Le duc de La Valette est tué en 1592 pendant le siège de Roquebrune. Le duc d'Épernon prend alors le commandement des troupes pour assurer le parti du roi en Provence et combattre les Ligueurs. Il fait réparer et armer la citadelle construite un peu plus tôt malgré les protestations des habitants. Il en confie le commandement à de Noillan et nomme Mesplez gouverneur de la ville.
Gaspard de Pontevès, comte de Carcès, est nommé gouverneur de Provence en 1592 par le duc de Mayenne. Il est un des chefs de la ligue catholique en Provence. 

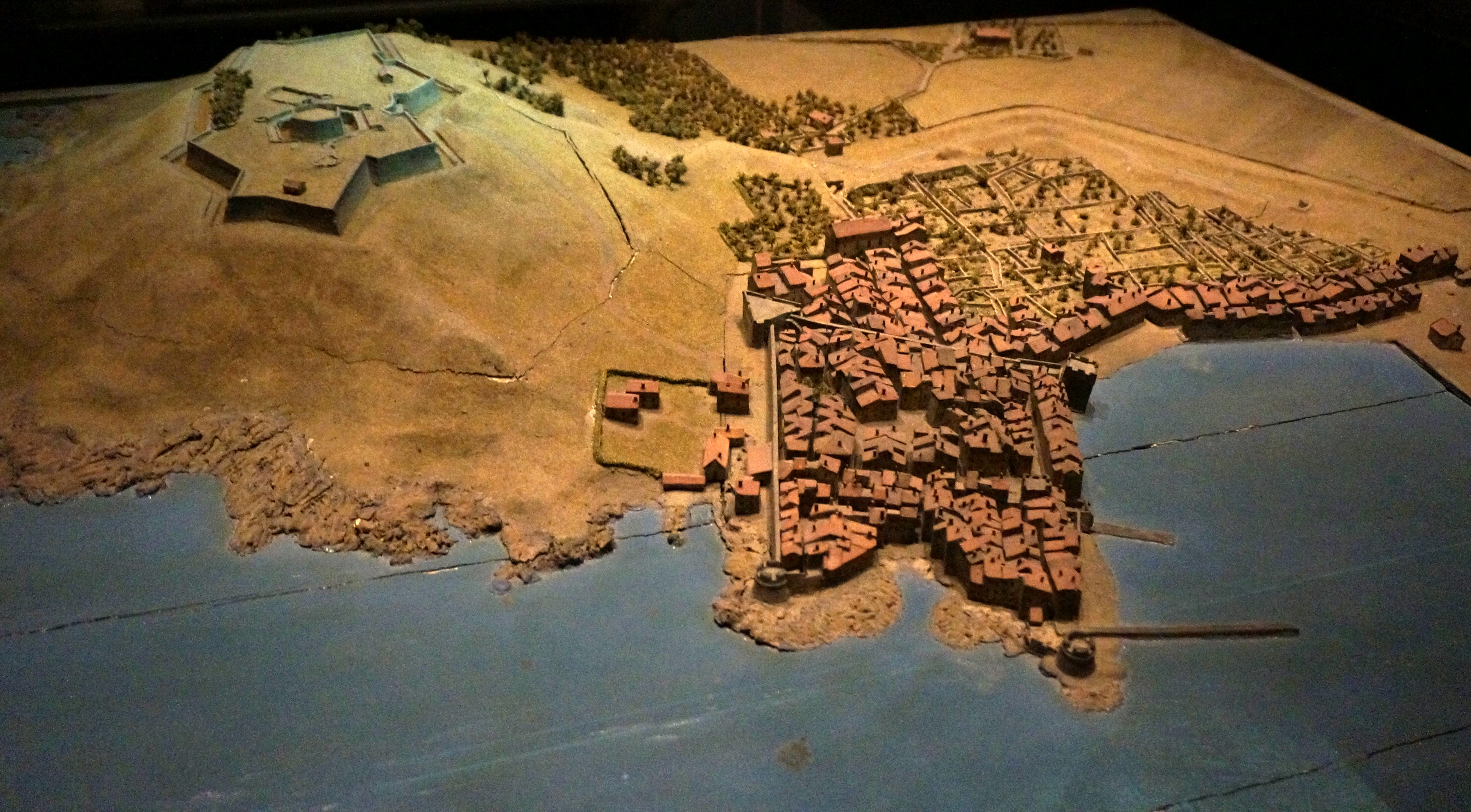
La vieille enceinte entourant le vieux-port, les faubourgs et la citadelle de Saint-Tropez sur la colline, vers le XVIIe siècle.

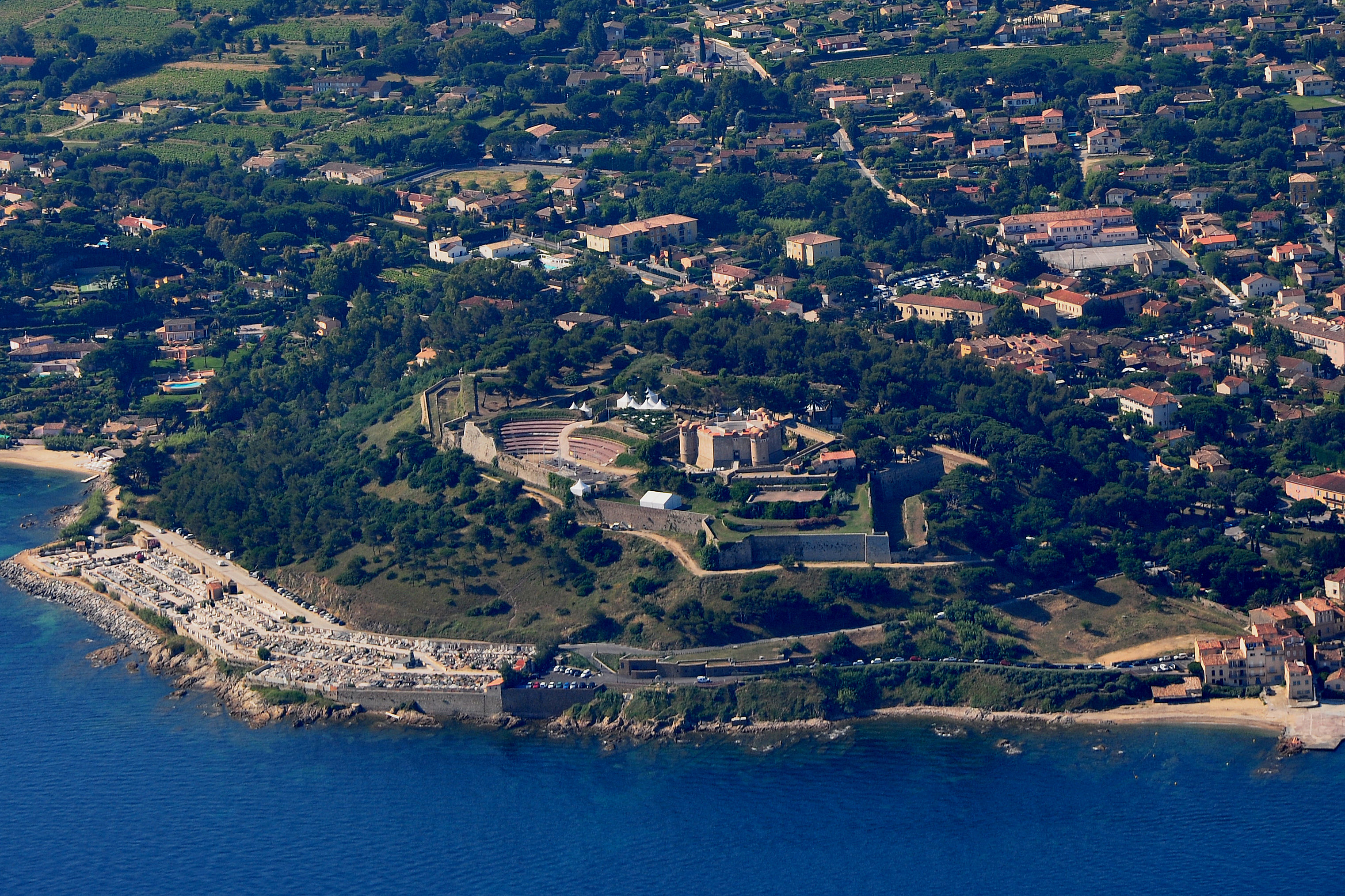
La citadelle de Saint-Tropez de nos jours.

Le duc Charles de Lorraine est nommé gouverneur de Provence par Henri IV, en 1594, à la place du duc d'Épernon. Ce dernier proteste contre la décision du roi et se rapproche de la Ligue et du comte de Carcès. Le duc de Guise bat le duc d'Épernon, en 1596, et aide les Tropéziens à reprendre la citadelle contre les troupes du duc d'Épernon qui l'occupent. Un accord est intervenu en mai 1596 permettant au duc d'Épernon de quitter la Provence. Il est reçu par le roi à Paris. Le parlement de Provence ordonne la démolition de la citadelle. Les Tropéziens démolissent entièrement la citadelle qui avait servi aux ligueurs.
Henri IV envoie l'ingénieur du roi des provinces de Languedoc, Provence, Dauphiné et Bresse, Raymond de Bonnefons (1545-1607), pour construire une nouvelle tour hexagonale sur la colline entre 1602 et 1607, le donjon actuel avec une vaste cour intérieure, accessible par un pont-levis, défendue par une plate-forme d'artillerie et trois tourelles circulaires.
La grande enceinte bastionnée et le système de douves et de contrescarpes sont achevées dans les années 1620. Pendant la guerre de Trente Ans, ce système de fortification va résister à une attaque de 21 galères espagnoles, le 15 juin 1637.
Un édit royal de 1649 crée la lieutenance générale d'Amirauté de Saint-Tropez. Sa circonscription est limitée à deux lieux autour de la ville. Le lieutenant général est secondé par un procureur du Roi, un secrétaire et deux sergents. Le port étant le seul port de commerce entre Toulon et Antibes, il est la source de revenus la plus importante de la commune.
En 1652 les Frondeurs avec Louis-Emmanuel d'Angoulême qui a été destitué de son gouvernement par Mazarin, prennent l'édifice. Il est repris par le duc de Mercœur, le 8 août 1652, pour le roi Louis XIV avec l'aide des Tropéziens. Le duc de Mercœur devenu gouverneur de Provence donne la garde de la citadelle à son parent, le marquis de Castellane-Grimaud qui a été nommé lieutenant du roi de la ville et la citadelle de Saint-Tropez.
Le 20 juillet 1672 Louis XIV supprime les privilèges de Saint-Tropez.
La citadelle a pour commandant, à partir de 1749, Simon Claude Grassin de Glatigny, puis pour garnison une compagnie d'invalides, à laquelle on a uni la Grosse tour de Toulon par ordonnance de 1764.
En 1958 le Donjon est transformé en « musée de la marine » où est exposé dans une douzaine de salles le patrimoine naval tropézien de l'antiquité à l'époque contemporaine : gravures, peintures, documents, amphores, maquettes...
Ce musée naval ferme ses portes en 2002, alors que démarrent d'importants travaux de restauration sur le donjon. Le projet d'un nouveau musée municipal pour remplacer l'ancien est lancé en 2008. Après 10 ans de travaux, de recherches historiques et d'acquisitions de nouvelles collections, le musée d'histoire maritime de Saint-Tropez ouvre ses portes le 24 juillet 2013.